# Small Talk at 125th and Lenox
Albums de Gil Scott-Heron
Pieces of a Man
(1971)
Small Talk at 125th and Lenox est le premier album studio de Gil Scott-Heron, publié en 1970. L’album est composé de poèmes accompagnés de musique (spoken word) ainsi que de quelques chansons.
Après avoir publié son roman The Vulture, Scott-Heron pressent le besoin de mettre ses poèmes en musique, afin d’éviter d’avoir à simplement parler de littérature lors de la promotion radiophonique du roman. Il se tourne alors vers le producteur musical Bob Thiele, qui avait déjà produit de la poésie. Percevant le talent de Scott-Heron et considérant le faible coût de production de l’album pour son label en perte de vitesse, Thiele lui donne sa chance. L’enregistrement se déroule durant l’été 1970 avec les musiciens de son groupe Black & Blues, dans un studio dans lequel du public est présent.
Scott-Heron aborde des thématiques variées, comme les conséquences du racisme sur la vie des noirs, l’artificialité de la télévision et de la consommation de masse ou encore l’hypocrisie de certains noirs se prétendant révolutionnaires. The Revolution Will Not Be Televised, qui ouvre l’album et reste certainement son texte le plus célèbre, est un appel au changement résolument optimiste.

## Liste des titres
Textes et musiques de Gil Scott-Heron.
| 1. | Introduction/The Revolution Will Not Be Televised | 3:22 |
| 2. | Omen                                              | 1:45 |
| 3. | Brother                                           | 2:34 |
| 4. | Comment #1                                        | 4:26 |
| 5. | Small Talk at 125th & Lenox                       | 1:20 |
| 6. | The Subject Was Faggots                           | 3:11 |
| 7. | Evolution (And Flashback)                         | 3:21 |

| Face B | Face B                             | Face B | Face B | Face B | Face B | Face B | Face B | Face B | Face B |
| No     | Titre                              | Durée  |        |        |        |        |        |        |        |
| ------ | ---------------------------------- | ------ | ------ | ------ | ------ | ------ | ------ | ------ | ------ |
| 8.     | Plastic Pattern People             | 2:51   |        |        |        |        |        |        |        |
| 9.     | Whitey On The Moon                 | 1:59   |        |        |        |        |        |        |        |
| 10.    | The Vulture                        | 4:33   |        |        |        |        |        |        |        |
| 11.    | Enough                             | 4:13   |        |        |        |        |        |        |        |
| 12.    | Paint It Black                     | 0:33   |        |        |        |        |        |        |        |
| 13.    | Who'll Pay Reparations on My Soul? | 5:16   |        |        |        |        |        |        |        |
| 14.    | Everyday                           | 4:22   |        |        |        |        |        |        |        |
| 44:02  |                                    |        |        |        |        |        |        |        |        |

## Musiciens
- David Barnes – percussion, voix
- Eddie Knowles, Charlie Saunders – congas
- Gil Scott-Heron – guitare, piano, voix

## Techniciens
- Charles Stewart – Crédits visuels (photo pochette)
- Bob Thiele – producteur